# Benjamin Bourne
Benjamin Bourne, född 9 september 1755 i Bristol, Rhode Island, död där 17 september 1808, var en amerikansk politiker som var ledamot i den första amerikanska kongressen.